# Google+
A Google+ (Google Plus, néha rövidítve G+) a Google Inc. által üzemeltetett, HTML5-alapú internetes közösségi hálózat volt, amelyet 2011. június 28-án indítottak el és 2019. április 2-án szüntettek meg. Célja – önmeghatározása szerint – az volt, hogy „az internetes megosztást a valóságoshoz tegye hasonlóvá”. Kezdetben zárt, illetve félig nyílt – korhatáros – rendszerként működött, majd 2011. szeptember 20-ától bármely 18 éves kor fölötti személy regisztrálhatott, végül a korhatárt is lépésről lépésre csökkentették.
A felhasználók száma és a platform használata elmaradt a várakozásoktól. Emellett olyan szoftvertervezési hibák is napvilágra kerültek, amelyek lehetővé tették külső fejlesztők számára a felhasználók személyes adataihoz való hozzáférést. Végül a Google+ szolgáltatást a magán- és üzleti felhasználók számára 2019. április 2-án egyaránt leállították.

## Funkciói
- +1 gomb a Facebook like gombjának mintájára. Ellentétben azonban a like gombbal, a +1-ezett tartalom megfelelő számú +1 esetén a Google találati listájában is előbbre került.
- A Körök (Streams) segítségével az ismerősöket különböző csoportokba lehetett helyezni.[6] Egy húzd és ejtsd interfész segítségével egyszerűen bele lehetett dobálni a névjegyeket az egyes körökbe. 2011. szeptember 26-ától a felhasználók megoszthatták egymással köreiket; ez egyszeri megosztást jelentett, tehát ha a kör létrehozója frissítette az ő példányát, a többiekkel megosztott példány nem frissült automatikusan.[7][8]
- A Messenger (korábbi nevén Huddle, ami „csoportosulást”, illetve az amerikaifutballban a snap előtti gyors taktikai megbeszélést jelentette, de nem bizonyult kellően nemzetközi elnevezésnek) androidos okostelefonokra, iPhone-ra és egyéb, SMS-képes eszközökre írt szolgáltatás a Körökkel való kapcsolattartásra, egyfajta mobiltelefonokra írt csevegőszoba.[6]
- A Társalgó (Hangouts) csoportos videobeszélgetésre teremt lehetőséget, adott törzshelyen egyszerre legfeljebb tíz személy vehet részt a csetben, akár mobiltelefonnal is.[9] A Hangouts URL-jét ismerve a weben bárki csatlakozhat a beszélgetéshez.[6]
  - Mobile Hangouts (Androidra, pár nappal később az iOS-re is) 2011. szeptember 20-tól elérhetők (előlapi kamerás mobiltelefonokkal).
  - Hangouts On-Air azonnali internetes adások létrehozására szolgál. A Google+-közvetítések le is menthetők későbbi visszajátszásra. A 2011. szeptember 20-án bejelentett funkció sokáig nem volt széles körben hozzáférhető. Az első, nyilvánosan közvetített Hangout 2011. szeptember 21-én este volt követhető, a házigazda will.i.am volt a Black Eyed Peastől.[10] A szolgáltatást 2012. május 7-én tették széles körben elérhetővé.[11]
  - Hangouts extrákkal, tesztüzemben, dokumentumok megosztását, közös munkafelületet, képernyőmegosztást kínál.[12]
- Az Azonnali feltöltés (Instant Upload) androidos mobiltelefonokra készült el; a feltöltött fotókat és videókat egy privát albumban tárolja online a későbbi megosztásig.[6]
- A Sparks („szikrák”) a Google keresővel összefüggő funkció; a felhasználó által megjelölt érdeklődési kör alapján személyes hírfolyamot kap, amit aztán megoszthat másokkal.[6]
- A Fal (Streams, szó szerint „Folyamok”) a Facebook Üzenőfalának felel meg, a felhasználók láthatják a Köreikhez tartozó frissítéseket. Egy beviteli mező segítségével maguk is státuszfrissítést küldhetnek, vagy fotókat, videókat oszthatnak meg.
- A Játékok (Games, online közösségi játékok) a Google+ egy újabb szekciója (2011. augusztus 11-én jelent meg a szolgáltatásban).[13]), kezdetben 16 (2011 decemberére 30-nál több) játékkal, köztük az Angry Birds-szel. A Facebook játékaitól eltérően a Google+ játékai és azok üzenetei az új Játékok fül alatt, illetve a Játékfalon jelennek meg, nem keverednek össze a Fal üzeneteivel.
- Az adatfelszabadítási opcióval bárki letölthette a Google+-on tárolt tartalmait.
- Integráció a többi Google-alkalmazással
- A keresés a Google+ tartalmaiban (Search in Google+) funkció lehetővé tette a keresést a Google+ felhasználói, a posztok és megjegyzések között.[14]
- A hashtagek, amik egy kettőskeresztet (#) követő szóból vagy CamelCase szavakból állnak, hivatkozások a Google+ legújabb vagy legnépszerűbb bejegyzéseire, amik az adott szót vagy CamelCase szavakat tartalmazzák. A hashtagek először a Twitteren terjedtek el, a Google+ felületén 2011. október 12-én jelentek meg. Az automatikus kiegészítés 2012. január 17-én jelent meg.[15]
- A „What’s hot” stream, 2011. október 27-től, egy olyan adatfolyam, ami a Google+ felhasználóit jelenleg leginkább izgató bejegyzéseket mutatja.[16]
- A Ripples („fodrozódás”), 2011. október 27-től egy vizualizációs eszköz, ami egy nyilvános bejegyzés újra megosztásait mutatja. Vissza lehet játszani a megosztások folyamatát, ráközelíteni egyes eseményekre, megtalálni a fő hozzájárulókat, megnézni különböző statisztikákat: az átlagos lánchosszúságot, a láncban lévő legbefolyásosabb embereket, a megosztók nyelvét stb.[16][17]
- A Google+ Creative Kit egy online képszerkesztő, amit 2011. október 27-én integráltak a Google+-ba,[16] ami lényegében a korábban a Picasa Web Albumsba integrált Picnik szerkesztővel egyezik meg.
- Az oldalak (Google+ Pages) 2011. november 7-én jelent meg mindenki számára elérhetően.[18] A Pages lehetővé teszi, hogy (a Facebook hasonlóan elnevezett szolgáltatására hajazva) a felhasználók szervezeti oldalakat hozzanak létre. A kezdeti változat meglehetősen funkciószegényen indult, például nem volt lehetőség arra, hogy egy oldalt többen adminisztráljanak. Ugyanebben az időben a Google+ logóját és faviconját feketéről vörösre megváltoztatták.[19]
- Google+ Local: 2012. május 30-án a Google Helyeket felváltotta a Google+ Local, amit integráltak a Google+ szolgáltatásba, így a felhasználók közvetlenül a szolgáltatás oldalán be tudnak jegyezni fotókat és értékeléseket a helyről. Ráadásul a Google+ Local és a Google Térkép átveszi a 2011 szeptemberében megvásárolt Zagat által közzétett részletes leírásokat és értékeléseket.[20]

## Története, fontosabb lépések

### Előzmények
A Google hosszú ideje próbálkozott betörni a közösségi hálózatok piacára. 2003-ban a cég megpróbálta felvásárolni a legkorábbi ismeretségi hálózatok közé tartozó Friendstert, de kikosarazták. Ezután saját berkeikben próbálták megoldani a feladatot. Ez a 2004 januárjában elindított Orkut projekthez vezetett. Az induláskor gyorsan növekedő hálózat a lassú felület és az elhanyagolt fejlesztések miatt az USA-ban és a legtöbb országban visszaszorult, csak Indiában és Brazíliában maradt jelentős részesedése. Ezután a cég a korábbi elnök-vezérigazgató, Eric E. Schmidt bevallása szerint hosszú ideig nem fordított kellő figyelmet az ismeretségi hálózatokra, a Facebook így a legnépszerűbb hálózattá nőtte ki magát mellettük.
A hibákat felismerve a Google felvásárlásokat eszközölt: megvette a Dodgeball start-up céget, amiből a Google Latitude lett, a Zingku mobilos ismeretségi hálózatot, az ismerősi háló segítségével kereső Aardvark szolgáltatást, a képmegosztással és kisalkalmazások (pl. FunWall, SuperPoke!) fejlesztésével foglalkozó Slide, Inc.-t, az Angstro aggregátor-oldalt és számos más projektet. 2007-ben elindították a felhasználók személyes adatait kezelő Google Profilok (Google Profiles) projektet. A személyes profiltól az ismeretségi hálózatokig tartó fejlődés köztes eredményei a Google Buzz és a YouTube, amik az ismerősöknek történő videomegosztás és a mikroblogging viszonylag szűk niche-ét foglalták el.
A mikroblogolás területét erősítendő a Google ajánlatot tett a népszerű Twitter megvásárlására, de nem sikerült nyélbe ütni az üzletet. 2010 őszén felröppent a pletyka, hogy a Google új ismeretségi hálózatot fejleszt Google Me néven, ami még abban az évben meg is jelenik – de a belsős információk tévesnek bizonyultak.
2011 januárjában bejelentették, hogy Eric Schmidt leköszön, és áprilistól újra Larry Page irányítja a vállalatot. Page azonnal megkezdte a Google átszervezését, a dolgozók 25%-os éves bónuszát pedig a szociális hálózatok terén elért sikerüktől tette függővé. 2011 tavaszán a Google Profilok nagyobb átalakítása kezdődött meg, szorosabban integrálták a Buzz és Picasa Web Albums szolgáltatásokkal.
Ugyanekkor jelentek meg az első híradások a Google+-ról, amiről annyit lehetett csak tudni, hogy a keresőóriás ismeretségi hálózatot fejleszt Google Circles néven, de a Google gyorsan cáfolta az értesülést.
2011. június 28-án indította el a cég Google+ néven a bejelentett ismeretségi hálózatot, amelynek a Google Circles egy lényeges komponense lett. Az indulás után egy ideig a szolgáltatásra korlátozottan, meghívóval lehetett csak regisztrálni (egy személy általában 150 meghívóval rendelkezett), ennek ellenére már az első két hétben több mint tízmillió felhasználót gyűjtött, három hét alatt pedig tagjainak száma elérte a húszmilliót.
A tervek szerint a Google+ nem egyszerűen integrálta a Google különböző ismeretségi szolgáltatásait, mint a Google Fiók és a Google Zümm, hanem számos új funkciót vezetett be, mint a Circles (azaz Körök, ahol meghatározott információk csak egy szűkebb kör számára elérhetőek), Hangouts (egyfajta csoport-videochat), Sparks (hírcsatornák) és Messenger (csoportos mobil csevegőszoba). A Google+ elérhető volt asztali alkalmazásként, valamint Android és iOS alatt is. Sokak szerint ez volt a Google addigi legkomolyabb próbálkozása (az Orkut, a Wave és Buzz sikertelensége után) a hatalmas, 2011-ben több mint 750 millió felhasználóval rendelkező rivális Facebook elleni alternatíva állítására. Szintén az előzetes tervek szerint augusztus elsejétől lehetett volna meghívó nélkül regisztrálni a hálózatra, ez végül is szeptember 20-ára tolódott ki.
2012 áprilisában teljesen új dizájnt kapott, ami megkönnyítette táblagépeken való kezelését. Kiemelt helyet kapott a videotelefonálási funkció.

### Elindítása
A szolgáltatás 2011. június 28-án indult, a kezdeti tesztüzem során csak korlátozott számú felhasználó tudott regisztrálni, meghívásos alapon, illetve előzetesen feliratkozva. A regisztráció feltétele a betöltött 18. életév volt. Az indulás másnapján ha a felhasználók megosztottak egy tartalmat, a meghívott ismerősök azonnal regisztrálhattak a szolgáltatásba, de a regisztrációra való „őrületes igény” miatt ezt a kiskaput gyorsan bezárták. Minden regisztrált személy 150 másikat hívhatott meg a szolgáltatásba. A regisztráció 18 éves kor fölött mindenki számára elérhetővé vált 2011. szeptember 20-ától számos új, az okostelefon-felületet is érintő funkció bekapcsolásával. 2012. január 26-án a fiatalabb korosztály számára is megnyitották a Google+ kapuit: a 13+ évesek részére az Egyesült Államokban és a legtöbb országban, 14+ évesek részére Dél-Koreában és Spanyolországban, a 16+ évesek részére Hollandiában.

### Agresszív, vitatott üzletpolitika
2013-ban a Google+ és a YouTube összefogásával agresszív kéretlen spamkampány indult az egyik legnépszerűbb videómegosztó weboldal, a YouTube felületén arra nézve, hogy a YouTube-felhasználók regisztráljanak Google+-fiókot maguknak. A kampány egyik elemeként pl. a YouTube felhasználóit váratlan és kéretlen rendszerüzenetekkel kezdték zaklatni, hogy cseréljék le "bonyolult" felhasználói nevüket, és regisztráljanak egy új accountot a valódi nevükön, a regisztrációs lap azonban félrevezető módon egy Google+-accountot gyártott le. 2006. november 6-ától a YouTube közfelháborodást és ellenpetíciót (melyet egy hét alatt 100 000-en írtak alá) kiváltó döntéssel egy további kényszerítő eszközt alkalmazva próbálta növelni a Google+-felhasználók számát, mivel az utóbbi rendszerben fenntartott fiók nélkül nem lehet kommentelni a videókat és egyéb üzeneteket küldeni, azaz a Google+-t nem használók számára a YouTube közösségioldal-funkciója megszűnt.

### Integráció más Google-termékekkel

#### Picasa
Az egyik legnagyobb változás kezdetektől a Picasa Web Albums használati módjában következett be: a Picasa-felhasználók képei automatikusan megjelentek a Google+ képtárában is. További, a Picasát érintő változások:
1. A Google+-felhasználó által a képen megjelölt személyek értesítést kaptak a jelölésről, láthatták a fotót és az azt tartalmazó teljes albumot is. Az album a Facebook idővonalához hasonlóan tárolt fényképeket.
2. Új albumok esetében tudomást szereztek egymásról, akikkel meg lett osztva az album.
3. A megosztott albumok fotóin bárki bejelölhetett embereket, és bárkinek tovább tudták osztani az albumot.
4. Akinek nem volt Google+-fiókja, nem tudta kommentelni a képeket (ehhez korábban csak Picasa-fiókkal kellett rendelkezni).
5. A Picasa Web Albums 1 GB-os tárhelyébe nem számítottak többé bele a 2000×2000 pixelesnél kisebb felbontású képek; mivel feltöltéskor át is méretezi a képeket, gyakorlatilag a mobiltelefonról való képfeltöltés korlátlanná válik.[50][51][52]

#### Gmail
- Az értesítések és megosztások külön gombokkal megjelentek a felületen.
- Az egyes névjegyek a csoportok mellett Körökhöz is tartozhattak. A névjegyekben látszódtak a Google+-ban megadott adatok, ahogy a Google+-ban is elérhetők voltak a Gmail névjegyeiben felvett információk.
- Az e-mailben érkező értesítésekre helyben lehetett válaszolni (2012 májusától).[53]

#### Google Apps
A Google Apps-os e-mail-fiókokat jóval a regisztráció nyílttá válása után sem lehetett a Google+-ban használni, mivel a Google Apps még nem támogatta a Google Profilokat. A Google Apps-domének tulajdonosai 2011. október 27-étől kapcsolhatták be a szolgáltatást.

### Vizuális hatása más Google-termékekre
A Google+ bevezetésének időszakában több más Google-szolgáltatás is átgondolásra, áttervezésre került. Ez elsőként a (tévesen Andy Hertzfeldnek tulajdonított) Google kereső új designját érintette. Mint később kiderült, a Google+ újszerű kinézete valójában a teljes Google-termékpalettára kiterjedő vizuális újratervezés része volt. A Google+ megszűnése, természetesen, visszahatott az érintett programokra.
A Google Térképek 2011. június 28-án kapta meg a ráncfelvarrást. Az újratervezett Gmail és Calendar felülete 2011. július 1-jén látott napvilágot. Az átalakított Google News 2011. július 21-én jelent meg, a Google Docs pedig augusztus 5-én kapott új külsőt.
Az újragondolt Google olvasó 2011. október 31-én indult el. Az átfogó vizuális változások mellett, a Google+-integráció kedvéért eltörölték a korábbi társas funkciókat („megosztás” és „tetszik” gombok), helyüket a Google+ +1 gombja és a „Megosztás a Google+-on” doboz vette át. Jelenleg a Google olvasó negyedik szociális modellje szerint működik, az első a Google Talk-kapcsolatok használata volt, a második az ismerősök kezelése az Olvasó felületéről, a harmadik a Google Zümm-integráció és a negyedik a Google+. Természetesen a Google olvasó is átalakult a Google+ megszűntével.

### Növekedés
2011. július 14-én a Google bejelentette, hogy a Google+ a korlátozott bétateszt második hete után elérte a 10 milliós felhasználószámot. A harmadik hét után már 20 millió felhasználója volt a hálózatnak. 2011 októberében érte el a 40 milliós felhasználószámot, 2011 végére pedig már 90 millió felhasználója volt.
2012 szeptemberére elérte a 400 millió regisztrált felhasználószámot, akik közül havi szinten legalább 100 millióan aktívak.
Az Apple alkalmazásboltjában való megjelenése után kevesebb mint egy nappal a Google+ iPhone app lett mind közül a legnépszerűbb alkalmazás.

### Cenzúra
Az oldal elindulását követő 24 órán belül több hírügynökség jelentette, hogy a Google Plust Kína területén belül blokkolták a Kínai Nagy Tűzfal segítségével. Az iráni kormányzat 2011. július 11-től blokkolta a szolgáltatást.

## Fordítás
- Ez a szócikk részben vagy egészben a Google+ című angol Wikipédia-szócikk ezen változatának fordításán alapul.  Az eredeti cikk szerkesztőit annak laptörténete sorolja fel. Ez a jelzés csupán a megfogalmazás eredetét és a szerzői jogokat jelzi, nem szolgál a cikkben szereplő információk forrásmegjelöléseként.
- Ez a szócikk részben vagy egészben a Google+ című orosz Wikipédia-szócikk ezen változatának fordításán alapul.  Az eredeti cikk szerkesztőit annak laptörténete sorolja fel. Ez a jelzés csupán a megfogalmazás eredetét és a szerzői jogokat jelzi, nem szolgál a cikkben szereplő információk forrásmegjelöléseként.